# Gordo (Alabama)
Gordo [ˈgoɾ.ðo] ist ein Ort im Pickens County im Bundesstaat Alabama in den USA. Das U.S. Census Bureau hat bei der Volkszählung 2020 eine Einwohnerzahl von 1.628 ermittelt.

## Geografie und Klima
Gordo liegt bei 33°19′17″N 87°54′13″W, im Westen Alabamas, im Süden der USA, etwa 295 km nördlich des Golfs von Mexiko. Nach der Klimaklassifikation nach Köppen und Geiger ist das Klima in Gordo humid und subtropisch (Cfa, Ostseitenklima).
| Reform (11 km)     | Kennedy (29 km) (Lamar County)    | Berry (46 km) (Fayette County)     |
| Carrollton (18 km) | Kompass                           | Echola (10 km) (Tuscaloosa County) |
| Aliceville (32 km) | Union (37 km) (Tuscaloosa County) | Elrod (11 km) (Greene County)      |

## Geschichte
Namensgeber für den Ort ist die, für die USA siegreiche, Schlacht von Cerro Gordo im Mexikanisch-Amerikanischen Krieg im Jahr 1847.

## Bevölkerung
| Jahr | Bevölkerung | Änderung |
| ---- | ----------- | -------- |
| 1910 | 707         | -/-      |
| 1920 | 642         | - 9,2 %  |
| 1930 | 811         | + 26,3 % |
| 1940 | 934         | + 15,2 % |
| 1950 | 952         | + 1,9 %  |
| 1960 | 1714        | + 80,0 % |
| 1970 | 1991        | + 16,2 % |
| 1980 | 2112        | + 6,1 %  |
| 1990 | 1913        | - 9,4 %  |
| 2000 | 1661        | - 13,2 % |
| 2010 | 1750        | + 5,4 %  |
| 2020 | 1628        | - 7,0 %  |

Nach dem United States Census 2010 ist die Bevölkerung und Wohnsituation von Gordo und Umgebung im Jahr 2010 durch die folgenden Rahmendaten definiert:
| Gebiet         | Bevöl- kerung | Alter & Geschlecht | Alter & Geschlecht | Alter & Geschlecht | Alter & Geschlecht | Ethnien | Ethnien  | Ethnien | Ethnien | Ethnien  | Haushalte | Haushalte | Haushalte | Wohneinheiten | Wohneinheiten | Wohneinheiten | Areal        | Areal |
| Gebiet         | Bevöl- kerung | Alter ⌀            | Anteil Frauen      | Alter unter 18     | Alter über 65      | Weiße   | Schwarze | Asiaten | Latinos | Sonstige | Anzahl    | Größe     | Familien  | Anzahl        | gemietet      | leer          | Größe in km² |       |
| -------------- | ------------- | ------------------ | ------------------ | ------------------ | ------------------ | ------- | -------- | ------- | ------- | -------- | --------- | --------- | --------- | ------------- | ------------- | ------------- | ------------ | ----- |
| Pickens County | 19.746        | 41,9               | 52,3%              | 23,3%              | 16,9%              | 56,3%   | 41,6%    | 0,2%    | 1,6%    | 0,3%     | 8012      | 2,42      | 67,5%     | 9483          | 20,2%         | 11,1%         | 2282,84      |       |
| Gordo, CCD     | 4.837         | 39,6               | 52,0%              | 25,1%              | 16,6%              | 79,8%   | 18,0%    | 0,5%    | 1,2%    | 0,5%     | 1894      | 2,55      | 72,2%     | 2111          | 22,3%         | 8,8%          | 286,71       |       |
| Gordo, Ort     | 1.750         | 37,8               | 54,4%              | 26,7%              | 17,1%              | 58,9%   | 37,8%    | 0,2%    | 1,5%    | 1,4%     | 731       | 2,39      | 63,9%     | 801           | 36,6%         | 7,9%          | 8,42         |       |

Gordo unterscheidet sich demzufolge von seiner Umgebung durch einen leicht erhöhten Anteil von Frauen und jungen Menschen, einen etwas geringeren Anteil von Familienhaushalten, eine deutlich höheren Anteil von Mietwohnungen und geringeren Leerstand von Wohnungen.

## Infrastruktur

### Verkehr
Die U.S. Route 82 (auch bekannt als US 82, Alabama State Route 6 oder SR 6) führt von Nordwesten nach Südosten durch Gordo. Von Norden führt die Alabama State Route 159 (auch SR 159) nach Gordo und bindet hier an die US 82 an. Südöstlich von Gordo beginnt die Alabama State Route 86 (auch SR 86) an der US 82 und führt nach Westsüdwest. Die nächstgelegene Station für Fernbusse und Bahnstation befindet sich in Tuscaloosa, ca. 39 km Fahrstrecke von Gordo entfernt. In der Nähe von Gordo befinden sich unter anderem die folgenden Flughäfen:
- Lokalflughafen North Pickens Airport (FAA LID: 3M8), 14,8 km Fahrstrecke Richtung Nordwesten bei Reform
- Regionalflughafen Tuscaloosa Regional Airport (IATA: TCL, ICAO: KTCL, FAA LID: TCL), 30,6 km Fahrstrecke Richtung Ostsüdost bei Tuscaloosa
- Internationaler Flughafen Birmingham-Shuttlesworth International Airport (IATA: BHM, ICAO: KBHM, FAA LID: BHM), 139 km Fahrstrecke Richtung Ostnordost

### Erziehung und Bildung
In Gordo gibt es mehrere konfessionelle und nicht konfessionelle Kindergärten, sowie zwei Schulen, die Grundschule Gordo Elementary School und die weiterführende Schule Gordo High School. Verwaltungstechnisch unterstehen diese Schulen dem Pickens County Board of Education. Die nächstgelegenen höheren Bildungseinrichtungen befinden sich in Tuscaloosa. Es handelt sich hierbei um das Shelton State Community College, das Stillman College und die University of Alabama. Die lokale öffentliche Bücherei ist die Ruth Holliman Public Library in Gordo.

### Sakrale Bauten
Gordo befindet sich im Einzugsbereich der folgenden sakralen Versammlungsstätten:
Judentum:
- Temple Bnai Israel, konservative Synagoge in Columbus, 60 km Fahrstrecke Richtung Nordwest
- Temple Emanu-El, Reformsynagoge in Tuscaloosa, 42 km Fahrstrecke Richtung Ostsüdost

Christentum:
- Cross Roads Missionary Baptist Church (Southern Baptist Convention)
- Double Branches (Southern Baptist Convention)
- Ebenezer Church (Southern Baptist Convention)
- Elmore Center (United Methodist Church)
- Emmanuel Baptist Church (Southern Baptist Convention)
- Faith Baptist Church (unabhängige Baptisten)
- First United Methodist Church of Gordo (Evangelisch-methodistische Kirche|United Methodist Church)
- Flatwoods Baptist Church (Southern Baptist Convention)
- Gordo First Baptist Church (Southern Baptist Convention)
- Highland Southern Baptist Church (Southern Baptist Convention)
- Kenny Hill Church Of God (Church of God)
- Mount Pleasant Baptist Church (Southern Baptist Convention)
- Pentecostal Church Of God (Church of God)
- Pleasant Grove Baptist Church (Baptisten)
- Zion Community Baptist Church (Southern Baptist Convention)

Es gibt etwa ein Dutzend kleinere Friedhöfe in Gordo.
Islam:
- Islamic Center of Tuscaloosa, in Tuscaloosa, 39 km Fahrstrecke Richtung Ostsüdost

Im näheren Umkreis befinden sich keine Hindutempel, buddhistische Tempel oder sikhistische Gurdwaras.

### Sicherheit und Gesundheit
Gordo verfügt über ein Polizeirevier mit sechs Polizisten. Zuletzt starb 1979 ein Polizist in Gordo im Dienst und 2017 wurden in Gordo insgesamt 10 Straftaten gemeldet. Es gibt auch eine Freiwillige Feuerwehr, das Gordo Volunteer Fire Department, mit einer Feuerwehrstation und 30 Feuerwehrleuten. Die medizinische Versorgungn wird durch Arztpraxen in Gordo und ein Krankenhaus mit Notaufnahme, das Pickens County Medical Center, bei Carrollton gewährleistet. Ab 1989 befand sich in Gordo ein Standort mit Schießbahn (United States Army Reserve Center, USARC) der United States Army Reserve (USAR). Die letzte hier stationierte Einheit war das 416th Adjunct Detachment. Der Standort wurde in den 2010er Jahren aufgegeben und die Gebäude beherbergen seitdem das Rathaus von Gordo, die Gordo City Hall, und die Polizeistation.

## Industrie und produzierendes Gewerbe
Die Industrie in Gordo ist geprägt von Forst-, Vieh- und Landwirtschaft und besteht u. a. aus den folgenden Firmen:
- Austell Forest Products Inc., Sägemühle[23]
- Billings Meat Processing, Fleischverarbeitungsfabrik
- Hall’s Cold Storage Processing Plant, Fleisch- und Lebensmittelverarbeitungsfabrik
- Montgomery Farms, Eier- und Geflügelproduktion
- Noland Lumber Co., Sägemühle[24]
- Peco Farms Inc., Geflügelproduktion, Futtermühle[25]
- Pre-Cut Lumber, LLC., Holzverarbeitung[26]

## Kultur und Sehenswürdigkeiten

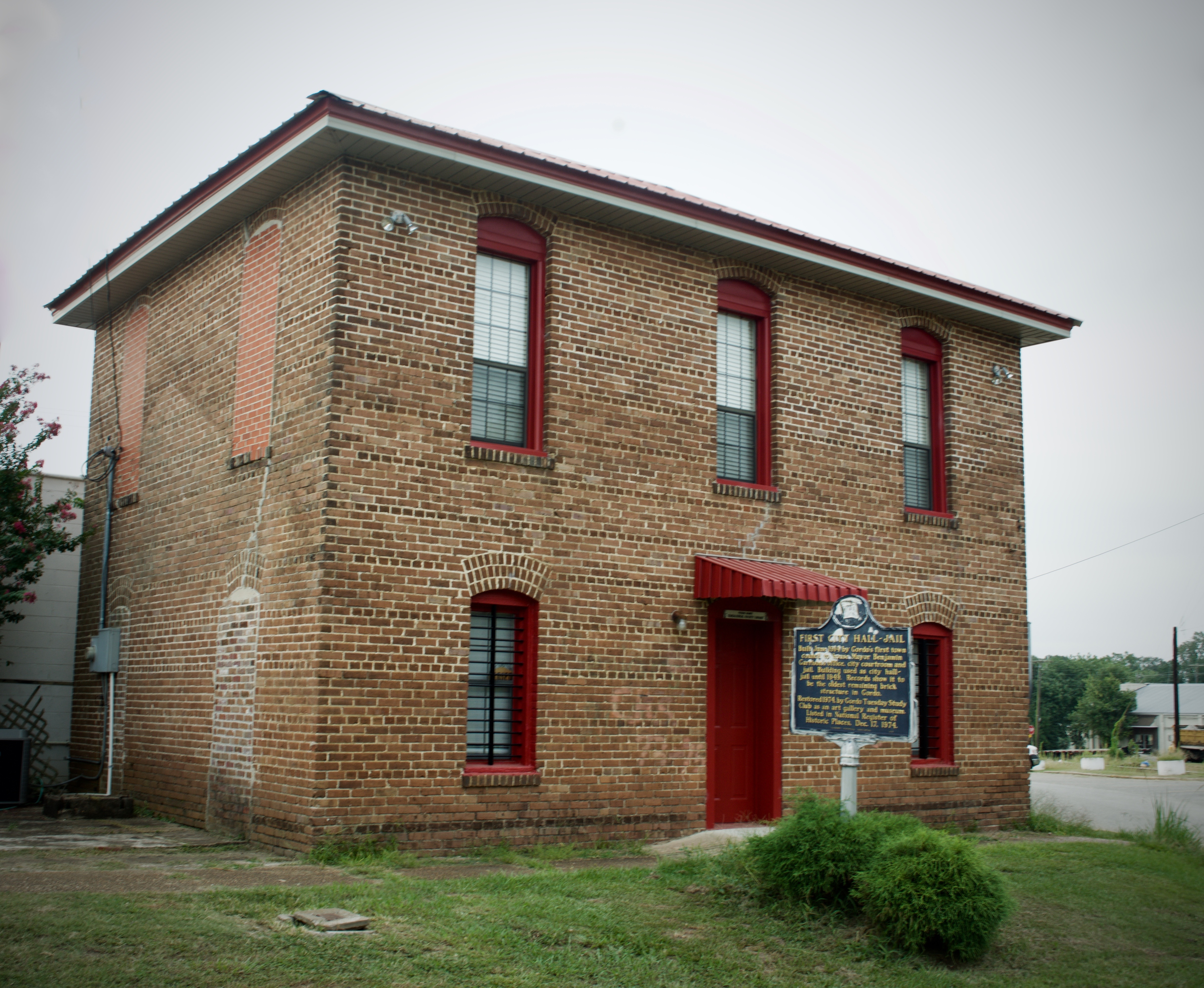
Das Old Jail

### Old Jail
Das Old Jail ist ein historisches Gefängnis aus Backsteinen, das 1914 erbaut wurde und heute ein Museum beherbergt. Das Gebäude wurde 1974 in das National Register of Historic Places aufgenommen.

### Ma’Cille’s Museum of Miscellanea
Ma’Cille’s Museum of Miscellanea (deutsch etwa: „Ma’Cill’s Museum für Verschiedenes“) war ein von Lucille House (alias: „Mama Lucille“ oder „Ma’Cille“) in den frühen 1960er Jahren gegründetes und betriebenes Museum, das Alltagsgegenstände, Kuriositäten und Surrealistika, wie alte Flaschen, Puppen, landwirtschaftliche Geräte, präparierte Tiere und Fossilien, präsentierte. Nach fast 40 Jahren Betrieb musste das Museum 1998 geschlossen werden und Ma’Cille House verstarb 1999.

### Mule Day / Chickenfest
Mule Day and Chickenfest (auch Muleday and Chickenfest, deutsch: Maultiertag und Hühnerfest) ist eine jährlich, am ersten Juniwochenende, stattfindende Veranstaltung zur Feier der landwirtschaftlichen Traditionen in Gordo mit ca. 6000 Besuchern. Der Mule Day wurde erstmals 1987 von Cecil Robertson, James Pearson und Bobby Daniels veranstaltet und 1999 mit dem bis dahin im Oktober stattfindenden Chickenfest zusammengelegt. Die Veranstaltung besitzt Volksfestcharakter und beinhaltet neben verschiedenen Ständen und Buden u. a. eine Parade mit Oldtimern, Traktoren, Maultiergespannen und Reitern, ein Wettkochen, einen Langstreckenlauf und Lifemusik.

### Going-Craft House
In den Wäldern um Gordo liegt das ca. 1829 errichtete, historische Going-Craft House (auch Lofton-Going-Craft House). Es ist seit dem 17. Oktober 1991 im Alabama Register of Landmarks and Heritage gelistet.